# Robinson-Gruppe (Inselgruppe)
Die Robinson-Gruppe sind eine Gruppe kleiner Inseln vor der Mawson-Küste des ostantarktischen Mac-Robertson-Lands. Sie verteilen sich über eine Länge von 16 km in ostwestlicher Ausrichtung und liegen 19 km nordwestlich des Kap Daly.
Entdeckt wurden die Inselgruppe 1931 bei der British Australian and New Zealand Antarctic Research Expedition (1929–1931) unter der Leitung des australischen Polarforschers Douglas Mawson. Mawson benannte sie nach dem australischen Geschäftsmann William Sydney Robinson (1876–1963), einem Geldgeber der Expedition. Die Inselgruppe wurde zufällig etwa zur gleichen Zeit von der Mannschaft des norwegischen Walfangschiffs Thorgaut gesichtet und als Thorgautøyane benannt. In Übereinstimmung mit den Empfehlungen des Antarctic Names Committee of Australia (ANCA) blieb der Name Robinson für die Gruppe bestehen, während die markanteste Insel der Gruppe den Namen Thorgaut Island erhielt. Andere zugehörige Inseln sind Andersen Island und Macklin Island.